# Industrins Kraft
Industrins Kraft Abp (TVO) (parallellnamnet på finska: Teollisuuden Voima Oyj) är ett finländskt kärnkraftbolag. Företaget bildades 1969.
De två största aktieägarna är i dagsläget (2013) Pohjolan Voima och Fortum.
Företaget driver Olkiluoto kärnkraftverk på ön Olkiluoto i Euraåminne i landskapet Satakunta. Kärnkraftverket består av 3 reaktorer:
| Reaktor           | Typ | Netto- effekt (MW,e) | Bygg- start | Start kom. drift | Prod 2023 (TWh) |
| ----------------- | --- | -------------------- | ----------- | ---------------- | --------------- |
| Olkiluoto 1 (OL1) | BWR | 890                  | 1974        | 1979             | 7,43            |
| Olkiluoto 2 (OL2) | BWR | 890                  | 1975        | 1982             | 6,87            |
| Olkiluoto 3 (OL3) | PWR | 1575                 | 2005        | 2023             | 10,37           |

Utöver kärnkraftverket Olkiluoto finns följande verksamheter inom koncernen:
- Företaget är delägare i ett koleldat kraftverk, Meri-Porin hiilivoimalaitos.
- Industrins Kraft Abp och Fortum Power and Heat Oy har ett samriskföretag, Posiva Oy.
- Industrins Kraft Abp och dess dotterbolag Perusvoima Oy, TVO Nuclear Services Oy och Olkiluoton Vesi Oy bildar TVO-koncernen.

Företagets svenskspråkiga namnform Industrins Kraft Abp är officiellt och skall alltid användas i både svenskt tal och i svensk skrift. Det är vanligt att företag i Finland har namnformer på landets båda officiella nationalspråk.